# Францев Володимир Андрійович
Володи́мир Андрі́йович Фра́нцев (1867–1942) — російський історик літератури і культурних відносин; професор Варшавського і Ростовського університетів, з 1922 — професор Празького Університету. Праці з слов'янознавства, зокрема з історії письменства на Закарпатті та про мовні і релігійні відносини на Холмщині і Підляшші.

## З біографії
Народився в м. Новогеоргієвськ (польс. Модлін; нині у складі м. Нови-Двур-Мазовецькі Мазовецького воєводства, Польща). Закінчив історико-філологічний факультет Варшавського університету (1886—90). Із 1900 — доцент, із 1903 — професор славістики Варшавського університету до його евакуації, 1915—21 — професор університету в Ростові-на-Дону (нині місто в РФ). Із 1921 і до кінця свого життя жив у Празі (Чехословаччина), де був професором слов'янської філології Карлового університету, членом ряду російських наукових і культурних організацій у Чехословаччині, а також членом Чеського королівського наукового товариства, Чеського етнографічного товариства, Слов'янського інституту
в Празі, де працював у Комісії видання «Джерел до історії слов'янських взаємозв'язків» і Товаристві по вивченню Словаччини і Підкарпатської Русі. Автор понад 300 робіт. Найголовніші праці: «Матица сербская в Вудишине» (1897), «А.Пушкин в чешской литературе» (1898), «Главнейшие
моменты в развитии чешского славяноведения» (1901), «Русские посольства в Чехии в XVI ст.» (1902), «Очерки по истории чешского возрождения» (1902), «Письма Вячеслава Ганки из славянских земель» (1905), «Польское
славяноведение конца XVIII и первой четверти XIX ст.» (1906), «Корреспонденция П. Й. Шафарика с русскими учеными» (1927—28), «Пушкин и польское восстание 1830—1831 гг.» (1929) та ін.
Ще 1899 Ф. здійснив поїздку по Угорській Русі (Закарпатській Україні), займався там науковопошуковою
роботою, результатом якої стала його історіографічна праця «Обзор важнейших изучений Угорской Руси», опублікована у Варшаві в «Русском филологическом вестнике» (1901, № 1—2). Підтримував творчі зв'язки із закарпатськими діячами Є.Фенциком, Є.Сабовим, листувався з багатьма
відомими слов'янськими вченими, у тому числі з І.Срезневським.
Помер у м. Прага.